# 빈대
빈대(Cimex lectularius) 또는 베드버그(bedbug)는 유성생식하는 종이며 빈대과에 딸린 곤충이다. 몸길이는 5mm 안팎이고, 둥글납작한 모양이며 몸 빛은 붉은색을 띤 갈색이다. 몸이 작고, 편평한 타원형이어서 아주 좁은 틈에 숨을 수 있다. 앞날개는 매우 짧으며, 뒷날개는 퇴화하고 다리는 세 쌍, 온 몸에 짧은 털이 났다.
불완전 변태이며 어린벌레는 다섯 번 탈피하여 성충이 된다. 성충은 물체의 틈에 100~250개의 알을 낳는다. 알은 1~2주 만에 부화하여 1주일 후에 피를 빨수 있으며, 4주일 후에 자란벌레가 된다. 특유한 악취를 풍기며, 밤에 활동하여 사람과 동물의 피를 빨아먹는다. 빈대에 물리면 몹시 가렵기 때문에 사람과 동물에게는 심각한 해충이 될 수 있다. 그러나 병을 전염시키지는 않는다.
아시아 남부 원산으로 지금은 전세계에 널리 퍼져 있다.

## 생태
선진국에서 빈대는 침대 매트리스의 갈라진 틈새, 침대 프레임, 쿠션, 벽 등 구조물에 서식하며, 다른지역에서는 진흙집이나 초가지붕 등에서 발견될 수 있다. 2~3개월 내에 수천번 증식하며, 사람이 발산하는 신체의 열과 이산화탄소에 이끌려 나온다. 보통 사람이 자고 있을 때 노출된 피부를 문다. 섭취는 5~10분 정도 걸리며 이후 빈대는 서식지로 돌아간다. 전에는 우리나라가 빈대를 잘 예방하던 모범국 이었으나 최근 코로나 사태 이후로 국내로 관광오는 관광객들로 인해 유입 및 확산되면서 안전하지 못한 나라가 되었다.

## 사람과 동물에 미치는 영향

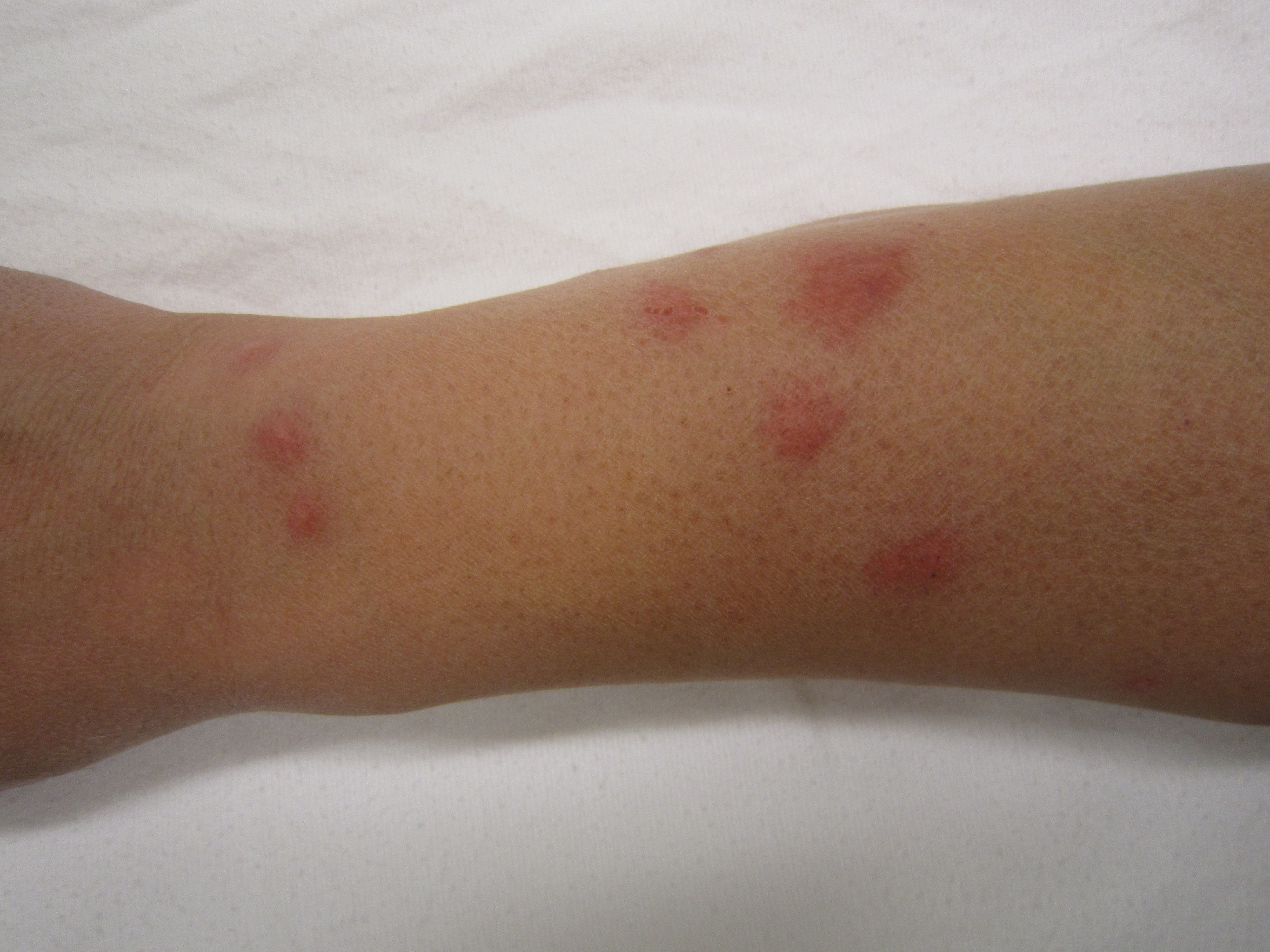
팔에 여러차례 빈대물린 자국

빈대에 물린 사람의 피부에는 수시간에서 10일 이내로 자국이 나타난다. 그 형태는 작은 구멍, 자주색 빛이 나는 작은 반점, 가렵고 작은 구멍이 있는 붉은 반점 등 다양할 수 있다. 물린 자국은 선 모양의 패턴이나 군집 형태로 나타날 수 있으며, 1주일 내로 사라진다. 빈대에 물린 사람과 동물은 빈대의 전파를 우려하여 다른사람의 집에 초대받지 못하거나 접촉을 피해질 수 있으며, 이로인한 감정적 스트레스를 겪을 수 있다. 피부 치료를 위해 코르티코스테로이드가 함유된 크림, 경구용 항히스타민제 등이 사용될 수 있다.

## 멸종
빈대는 한국에선 완전히 멸종된 상태가 되었으나 외국에선 멸종되지 않고 살아남았다.

## 방제
오염된 매트리스나 가구는 청소기의 흡입력을 이용하여 빈대의 알, 유충, 성충을 최대한 제거한 후, 커버를 씌워 적어도 1년이상 유지하여야 한다. 오염된 물품은 반드시 방제후 폐기해야한다. 최근 방역업계에서는 50~60도 이상의 고온 스팀을 이용하여 가구 및 침구류를 소독하는 방식을 채택하고 있다.

### 물리적 방제
스팀 고열을 빈대가 서식하는 가구 틈과 벽에 분사하고, 진공 청소기의 흡입력을 이용하여 침대, 매트리스, 소파, 가구, 벽지 등 빈대 서식장소의 알, 성충을 포집한 후 비닐봉지에 밀봉하여 폐기한다. 빈대로 오염된 의류, 커튼, 침대커버 등은 의료건조기에서 50~60도 이상에서 30분 이상 건조한다.

### 화학적 방제
빈대용으로 승인을 받은 살충제를 사용한다. 대한민국에서는 피레스로이드 계열이 승인되어 있었으나, 네오니코티노이드 계열의 살충제가 긴급승인 되었다. 화학적 방제는 빈대에 직접 분무하는 것이 효과적이고, 빈대가 서식하는 곳에 분사하되 피부에 닿을 수 있는 의류, 침대, 이불 등에는 사용하지 않아야 한다. 살충 연막탄은 빈대가 약제를 피해 다른 곳으로 숨을 수 있기에 사용하지 않는다.

## 참고 문헌
- 이 문서에는 다음커뮤니케이션(현 카카오)에서 GFDL 또는 CC-SA 라이선스로 배포한 글로벌 세계대백과사전의 내용을 기초로 작성된 글이 포함되어 있습니다.